# Andrássy út
Andrássy út ali Avenija Andrássy je bulvar v Budimpešti na Madžarskem, ki sega v leto 1872. Povezuje trg Erzsébet z Városligetom. Obrobljena s spektakularnimi neorenesančnimi dvorci in meščanskimi hišami z lepimi fasadami in notranjostjo, je bila leta 2002 priznana kot svetovna dediščina. Je tudi ena od glavnih nakupovalnih ulic v Budimpešti z odličnimi kavarnami, restavracijami, gledališči, veleposlaništvi in luksuznimi butiki. Med najopaznejšimi stavbami so Madžarska državna opera, nekdanja baletna šola (več let v obnovi), Spominski muzej in arhiv Zoltána Kodályja, Madžarska univerza za likovno umetnost in Muzej vzhodnoazijske umetnosti Ferenc Hopp.

## Zgodovina
Z odlokom je bila leta 1870 načrtovana, da bi razbremenila vzporedno ulico Király utca gostega prometa in povezala ožje mestne dele z mestnim parkom. Njena gradnja se je začela leta 1872, avenija pa je bila slovesno odprta 20. avgusta 1876 (državni praznik). Njena realizacija je bila mešanica načrtov, ki so jih predlagali trije najboljši konkurenti Lajos Lechner, Frigyes Feszl in Klein & Fraser. Palače ob njej so gradili najuglednejši arhitekti (na čelu z Miklósom Yblom) tistega časa, ki so jih financirale madžarske in druge bančne hiše. Te so bile večinoma dokončane do leta 1884 in vanje so se večinoma vselili aristokrati, bankirji, posestniki in zgodovinske družine. Ime je dobila leta 1885 po glavnem zagovorniku načrta, premierju Gyuli Andrássyju.
Izgradnjo budimpeštanskega metroja, prve podzemne železnice v celinski Evropi, so predlagali leta 1870, saj je glavno mesto vedno nasprotovalo površinskemu prometu po tej cesti. Gradnja se je začela leta 1894 in je bila končana leta 1896, tako da je ta nova linija podzemne železnice lahko olajšala prevoz do Városligeta, glavnega prizorišča praznovanja tisočletnice Madžarske.
Bulvar je bil v 1950-ih trikrat preimenovan; dokaz hitrih političnih sprememb tega obdobja. Leta 1950 med sovjetsko okupacijo je postal Sztálin út ('Stalinova ulica'). Med vstajo leta 1956 so jo preimenovali v Magyar Ifjúság útja ('Avenija madžarske mladosti'). Naslednje leto so vladajoči komunisti spremenili ime v Népköztársaság út ('Ulica ljudske republike'). Prejšnje ime Andrássy je bilo obnovljeno leta 1990 po koncu komunističnega obdobja.
Septembra 2011 je državni sekretar za kulturo Géza Szőcs uradno objavil načrte za izgradnjo nove stavbe vzdolž Andrássy út blizu mestnega parka in v bližini obstoječega muzeja lepih umetnosti v Budimpešti in umetniške dvorane v Budimpešti (Műcsarnok). V tej stavbi bi bile zbirke sedanje Madžarske narodne galerije. Ta razširjen načrt, ki bi uporabil celoten bulvar, se imenuje Budimpeštanska muzejska četrt ali Andrássyjeva četrt. Toda od te objave so se načrti večkrat spremenili in so zdaj skrčeni na tri nove muzejske stavbe v mestnem parku in okoli njega.

## Odseki
Andrássy út je sestavljena iz štirih glavnih delov, od znotraj navzven, kot sledi:
- Od Erzsébet tér do Oktogona: mestni del, večinoma za komercialne namene.
- Od Oktogona do Kodály körönda: razširjena z alejo, vključno s stanovanjskimi območji in univerzami.
- Od Kodály körönd do Bajza utca: še bolj razširjena, pred stanovanjskimi palačami pa se razprostirajo majhni vrtovi.
- Od Bajza utca do Városliget: enaka širina; vile, obdane z vrtovi, vključno z nekaj ambasadami.

## Pomembne točke
- Madžarska državna opera
- Drechslerjeva hiša
- Pest Broadway: križišče Nagymező utca s štirimi izvrstnimi gledališči na štirih vogalih
- Trg Franza Liszta: trg z Akademijo za glasbo (Zeneakadémia) in množico kavarn
- Oktogon: križišče z Grand Boulevard
- Kodály körönd
- Hiša terorja (Terror Háza): spomin na dva glavna zatiralska režima na Madžarskem, fašizem in komunizem, ter njune žrtve (://www.terrorhaza.hu/index3.html spletno mesto, Államvédelmi Hatóság)
- Spominska hiša Franza Liszta in stara Akademija za glasbo
- Spominska hiša Zoltána Kodályja
- Visoka šola za likovno umetnost
- Muzej vzhodnoazijske umetnosti Ferenc Hopp
- Trg herojev: vhod v mestni park, s spomenikom tisočletja, Palača umetnosti, Muzej lepih umetnosti
- Nedavno odprte svetovno znane trgovine z luksuzno modo, kot so Dolce & Gabbana, Louis Vuitton, Armani, Gucci in druge

- Hősök tere
- Avenija Andrássy z Madžarsko državno opero (leva stran), 1896
- Palača Krausz (Nr. 12)
- Državna opera (Nr. 22)
- Palača Drechsler (Nr. 25)
- Palača Haggenmacher (Nr. 52)
- Hiša terorja (Nr. 60)
- Zoltán Kodály Gedenkhaus (Nr. 87)
- Palača Pallavicini (Nr. 98)